# Storia dell'usura a Vicenza

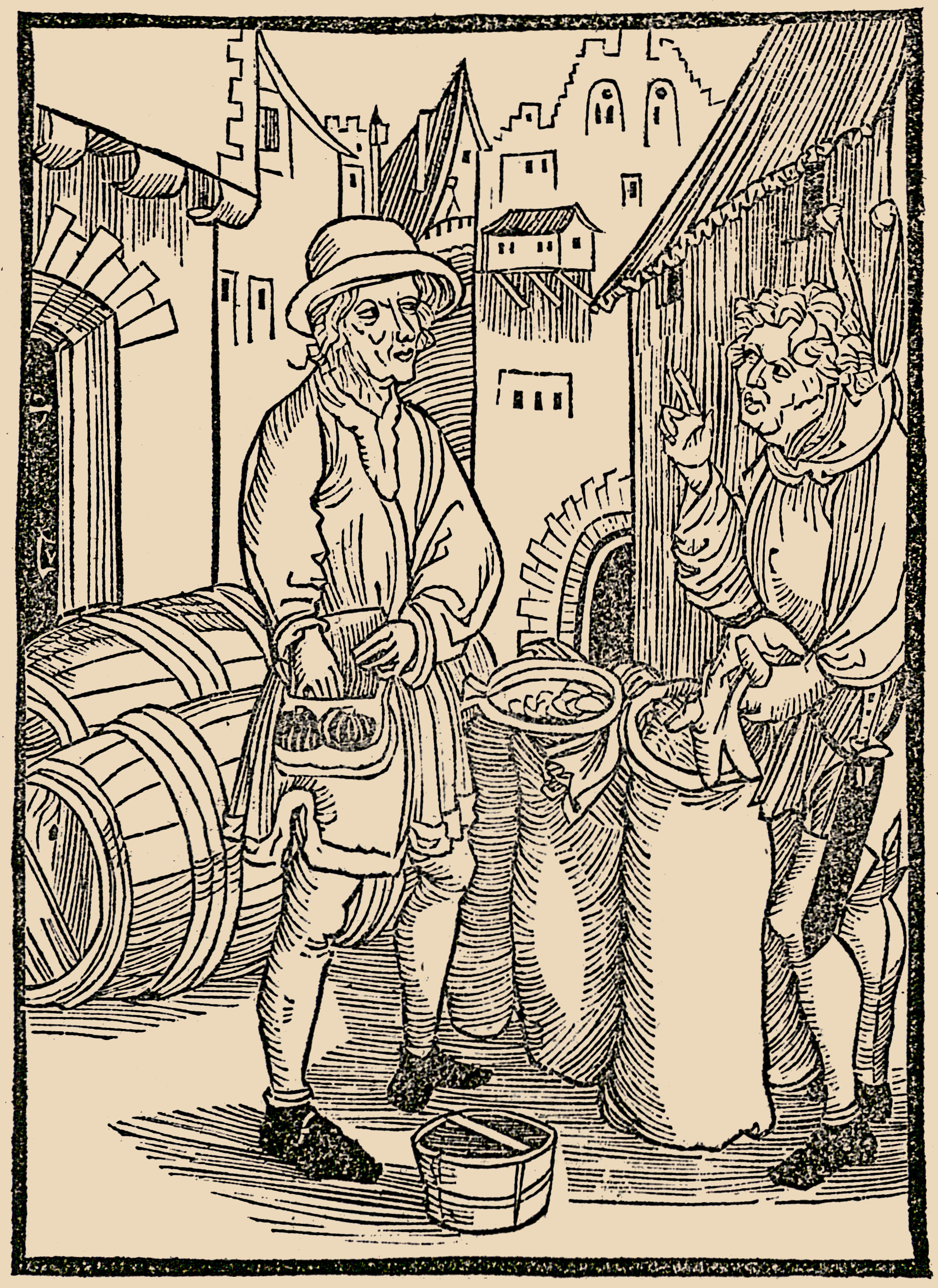
L'usuraio, incisione di Albrecht Dürer

Il prestito ad usura consiste nel fornire un bene, in genere denaro, con il patto che venga restituito entro un certo tempo, maggiorato da un interesse più o meno consistente rispetto al valore iniziale.
È stato spesso considerato illegale (soprattutto quando la maggiorazione superava una certa percentuale) o socialmente riprovevole e per tali ragioni insieme mascherato sotto altra forma; altre volte è stato considerato legale, pur soggetto a limiti, quando veniva richiesto dalle necessità dell'economia in crescita e specialmente quando la parte creditrice era parte del sistema di potere dominante.

## Contesto storico

### La Chiesa e l'usura
In modo più o meno netto e severo, per molti secoli la Chiesa ha condannato l'usura.
Il fondamento di questa condanna derivava dall'interpretazione che i Padri della Chiesa sia latini sia greci avevano dato della tradizione ebraica dell'Antico Testamento e di un passo del Vangelo di Luca.
Queste fonti si collocavano in un ambiente storico caratterizzato da una prevalente economia rurale e scarsa economia monetaria. Così, durante l'epoca antica e per tutto il Medioevo, qualsiasi forma di pagamento di interessi su somme di denaro date in prestito fu considerata usura, condannata dalla Chiesa come peccato e vietata dalle leggi dello Stato come reato.
Tuttavia, poiché l'usura veniva continuamente praticata, anche nella Chiesa il principio sottostante al divieto veniva posto in discussione e proposte delle eccezioni.

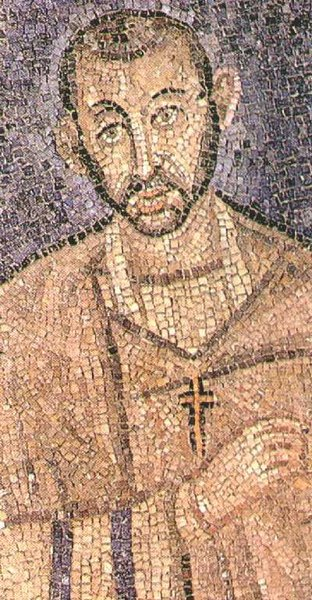
Mosaico di Sant'Ambrogio di Milano nel sacello di San Vittore

Tra i padri latini Ambrogio ammetteva la liceità del prestito a condizione che il beneficiario potesse investire il denaro, restituendo la somma con gli interessi solo una volta ottenuta una rendita dal proprio investimento; lo ammetteva anche in tempo di guerra quando lo straniero non poteva essere facilmente vinto, in base al principio secondo il quale "dov'è il diritto di guerra, lì è anche il diritto di usura" affermato nell'Antico Testamento. Durante le crociate si sostenne la liceità del prestito ad interesse ai musulmani, anche se questi avrebbero potuto utilizzare il denaro contro gli interessi dei cristiani; in questo periodo l'usura ebbe grande diffusione, tanto che già alla fine del XII secolo gli usurai cristiani erano di molto superiori a quelli di origine ebraica.
Per tutto il Medioevo teologi e canonisti si divisero sulla questione del destinatario del prestito: alcuni lo ritenevano lecito nei confronti degli stranieri, degli infedeli, dei nemici di guerra e della chiesa romana in generale; quanti invece affrontavano l'argomento in chiave puramente etica erano contrari a qualunque forma di usura, che veniva paragonata a una sorta di "furto".
Quanto ai Concili - che rappresentavano le prese di posizione ufficiale della Chiesa - mentre il Lateranense II (1139) condannava ancora l'usura comminando all'usuraio cristiano non pentito il rifiuto dei sacramenti e del funerale religioso, il Lateranense III (1179), condannava soltanto i cristiani che praticavano l'usura come mestiere e non quindi gli usurai occasionali; il Lateranense IV (1215) poneva per la prima volta una netta distinzione tra "usura", sempre vietata, e "interesse", lecito entro tassi ragionevoli, impedendo però ai cristiani di commerciare con ebrei usurai. Il Concilio di Lione II (1274) e il Concilio di Vienne (1311) ribadirono la condanna dell'usura, minacciando la scomunica ai governanti che la tolleravano nei loro territori, il che significa che la pratica era non solo diffusa ma anche resa legale dall'autorità civile.

### Il prestito di denaro in un'economia capitalistica
Nonostante le decisioni delle autorità ecclesiastiche, la condanna dell'usura non conseguì molti effetti pratici. A partire dal basso Medioevo, con il sorgere dell'economia capitalistica, i precetti della Chiesa furono del tutto disattesi e il prestito a interesse si diffuse estesamente.
In particolare moltissimi erano gli usurai toscani - il termine "tosco" divenne persino sinonimo di "usuraio" - e lombardi, provenienti dal nuovo ceto borghese dell'Italia centro-settentrionale che commerciava con le regioni più ricche d'Europa, come la Champagne in cui confluiva la produzione francese e fiamminga. Essi praticavano non solo il commercio delle mercanzie ma anche quello del denaro, finché ad un certo punto si specializzarono nella sola attività creditizia, che rendeva molto di più.
All'inizio essi gestivano banchi di cambiavalute: esistendo numerosissime monete, occorrevano esperti in grado di cambiarle, assegnando a ciascuna moneta il giusto valore; in seguito si trasformarono in banchieri, dotati di ampi diritti civili e politici, in quanto cittadini di autonomi Comuni italiani. La loro attività consisteva nel prestito di denaro su pegno o garanzia, attività permessa e regolamentata dall'autorità civile e di fatto tollerata dalla Chiesa. I tassi di interesse richiesto variavano a seconda del cliente, del tipo di pegno e del grado di rischio prevedibile. Durante il XIV secolo non vi fu regione europea che non conoscesse l'attività di banchieri, usurai e cambiatori italiani.

### La giustificazione dell'usura e il superamento della condanna
Nel XIV secolo il denaro rappresentava un bisogno reale che doveva essere soddisfatto, in un'Europa che stava ormai passando da un'economia rurale e di mera sussistenza a un'economia di scambio. Così anche da parte della Chiesa romana a poco a poco si trovarono giustificazioni che rendevano lecito, o quanto meno tolleravano, il prestito ad interesse. Piuttosto che all'insistenza su condanne formali, la diffusione della dottrina morale cattolica fu affidata alla predicazione dei nuovi ordini religiosi mendicanti sorti all'inizio del Duecento e che dipendevano direttamente dal papa, i francescani e i domenicani.
A differenza dei monaci dell'alto medioevo, questi nuovi ordini svolgevano la loro missione nelle città, a contatto quindi con le concrete esigenze della popolazione, ma anche interpreti di una nuova sensibilità religiosa, che guardava più al peccatore, alla sua intenzione soggettiva e al suo contesto familiare e sociale, che non al peccato in sé: piuttosto che minacciare pubbliche sanzioni essi invitavano al pentimento e a compensare il peccato con opere di bene. Ne trassero un gran vantaggio i prestatori di denaro cristiani che, pur esercitando l'usura per tutta la vita, potevano liberarsi la coscienza mediante cospicui lasciti testamentari, generalmente in favore della Chiesa, non più condannati in modo inappellabile all'inferno ma a un più accettabile e transitorio purgatorio.
La nuova economia cittadina fornì anche un'altra giustificazione all'attività dei prestatori di denaro, basata sulla distinzione tra rendita e usura. La prima non era mai stata condannata dalla Chiesa e anzi valorizzata se prodotta dal lavoro dell'uomo; ma ormai l'attività bancaria si presentava come la possibilità di fornire una rendita a chi effettuava un deposito; è vero che chi traeva un interesse fisso da un deposito indirettamente praticava usura, ma se l'opinione pubblica accettava l'idea di una banca - che per di più svolgeva anche funzioni di tutela sociale e prestava al papato, ai vescovi e ai principi - era poi impossibile accusare d'usura i suoi clienti.

### Gli ebrei e l'usura

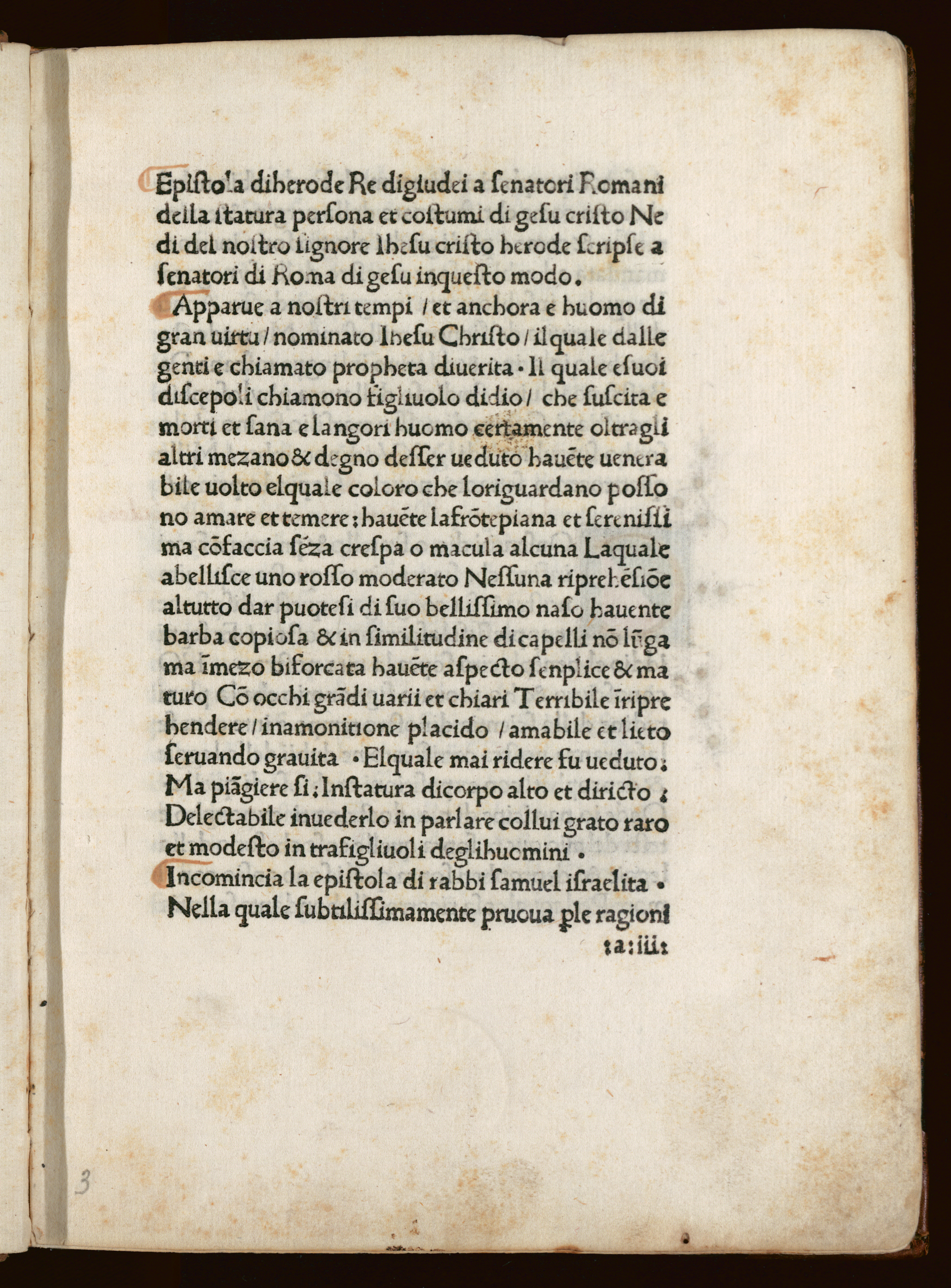
Samuel Marochitanus, Epistola contra Iudaeorum errores, circa 1479

A partire dal XII secolo in Europa vi era stata una notevole diffusione dell'usura gestita dagli ebrei, al punto che fin da allora si era creato lo stereotipo dell'"ebreo usuraio", quello stereotipo che si sarebbe poi trasformato in pregiudizio e sarebbe divenuto una delle giustificazioni dell'antisemitismo. Gli ebrei prestavano denaro ai regnanti per assoldare e pagare i loro eserciti, ai nobili perché si potessero concedere i loro lussi, ma anche alle classi più modeste, artigiani e contadini e perfino agli ecclesiastici, vescovi, abbazie e conventi. D'altronde gli ebrei potevano soltanto esercitare pochi mestieri manuali e solo alcune occupazioni, per cui si erano dati all'attività di prestatori di denaro, proibita invece ai cristiani.
Con l'allentarsi del divieto di prestito ad interesse per i cristiani, questi ultimi entrarono sempre di più in concorrenza e competizione con gli ebrei, ai quali cercarono di creare sempre maggiori difficoltà: la loro attività venne regolamentata e ristretta, i tassi di interesse ridotti, gli ebrei vennero scacciati da città o addirittura da interi stati o costretti a vivere chiusi dentro i ghetti. Contro di loro si scatenò una predicazione - soprattutto da parte dei francescani - in cui si mescolavano accuse di avidità, ignobili accuse di deicidio e persino calunnie di omicidio rituale; la conseguenza di queste vere proprie campagne denigratorie fu l'allontanamento dalle città e la proibizione di svolgere attività di prestito o di commercio.
Nella seconda metà del XV secolo, ormai consolidatasi l'economia di mercato e finanziaria, su iniziativa di alcuni esponenti francescani vennero istituiti i Monti di pietà dove, a un tasso di interesse minimo, veniva erogato il prestito di denaro su pegno ai meno abbienti. Questa istituzione risolse il problema dell'usura, distinguendo l'attività di piccolo prestito, ormai legale, da quella bancaria che riguardava somme ingenti e classi più abbienti.

## L'usura a Vicenza durante il Medioevo

### La disgregazione del patrimonio ecclesiastico
Si ha notizia della presenza di usurai nell'appena costituito Comune di Vicenza già a cavallo fra il XII e il XIII secolo, nel periodo in cui i vescovi erano impegnati a difendere i possessi che la Chiesa aveva in città e nel territorio, accumulati soprattutto nel X secolo grazie a privilegi imperiali e che avevano dato in feudo a signori locali, spesso mal disposti sia a pagare le rendite che a restituire i feudi; i vescovi Cacciafronte e Pistore vennero uccisi per questo motivo.
I successori sono noti per aver gestito il patrimonio diocesano in modo fallimentare. Uberto fu destituito nel 1212: a corto di mezzi a causa del calo di entrate e delle frequenti usurpazioni di benefici, ricorse massicciamente ai prestiti degli usurai; nel 1208 un'inchiesta appurò che l'intero ammontare delle rendite annue dell'episcopio non bastava neppure per pagare gli interessi dei debiti e fu costretto a vendere i tre castelli di Montemezzo, Sovizzo e Campiglia. L'amministratore apostolico Nicolò Maltraversi, nominato per sanare la situazione, e il vescovo Zilberto risanarono la situazione solo in parte e si indebitarono ancora con gli usurai, che li costrinsero a procedere alla vendita di ulteriori proprietà e giurisdizioni, come i castelli di Malo e Priabona.
Lo stesso accadeva ai canonici della cattedrale: si narra che furono addirittura costretti a dare in pegno ai creditori gli stessi libri liturgici necessari all'ufficio quotidiano, rovinati dall'incapacità di riscuotere le decime che loro competevano in città e nella coltura. Anche sui monasteri e sulle pievi si scatenò l'avidità delle famiglie e dello stesso Comune, così che anch'essi si indebitarono massicciamente e furono costretti alla vendita dei beni.

### Nobili e usurai
A differenza di Verona e di Padova, città situate al crocevia di importanti vie di traffico dove, al sorgere del Comune medievale, i mercanti e gli artigiani costituivano i gruppi sociali di maggior rilievo, Vicenza fu dominata dai signori rurali che, pur mantenendo il loro feudo, a partire dal XII secolo si erano insediati in città per partecipare più agevolmente alle alleanze e alle lotte regionali e vi avevano costruito case fortificate e torri. Mentre, in precedenza, la loro vita nei possedimenti di campagna si basava soprattutto sulle rendite corrisposte in natura, in città le famiglie necessitavano di una maggiore disponibilità di denaro liquido. Così la classe media che si venne creando e diventò sempre più potente era costituita dagli usurai, dai giudici (Pilio, Alberto, Losco, Pellegrino, Adamo) e dai notai (Spinello, Bergullo).
Altre famiglie sorte dal nulla si arricchirono rapidamente. Il primo membro conosciuto della famiglia Thiene, alla fine del Duecento, è un certo Vincenzo del fu Tealdino, proveniente da Arsiero che svolgeva, per sua stessa ammissione al momento del testamento, l'attività di usuraio a Thiene e nella campagna circostante. I figli continuarono l'attività del padre, incrementando rapidamente il patrimonio familiare, e pur mantenendo Thiene come area di interesse principale, nel primo decennio del Trecento si trasferirono a Vicenza, dove i magistrati cittadini avevano il compito di sostenere i prestatori nel recupero dei loro crediti e dove, nello spazio di un secolo, divennero una delle famiglie più ricche e prestigiose della città.
Quando, agli inizi del Duecento, iniziò un primo periodo di soggezione a Padova, gli unici a prosperare in quella situazione furono gli usurai, che prestavano a grandi e a piccoli e si arricchivano con gli interessi del prestito e con le proprietà incamerate per l'insolvenza di chi non era in grado di restituire. Non si trattava però di una borghesia imprenditoriale o commerciale in ascesa, ma di privati e di funzionari interessati solo all'accaparramento di risorse. Secondo Gerardo Maurisio, nel 1234 Vicenza dipendeva dagli usurai: nunc regitur civica consilio usurariorum.

### La Lotta degli ordini mendicanti contro gli usurai

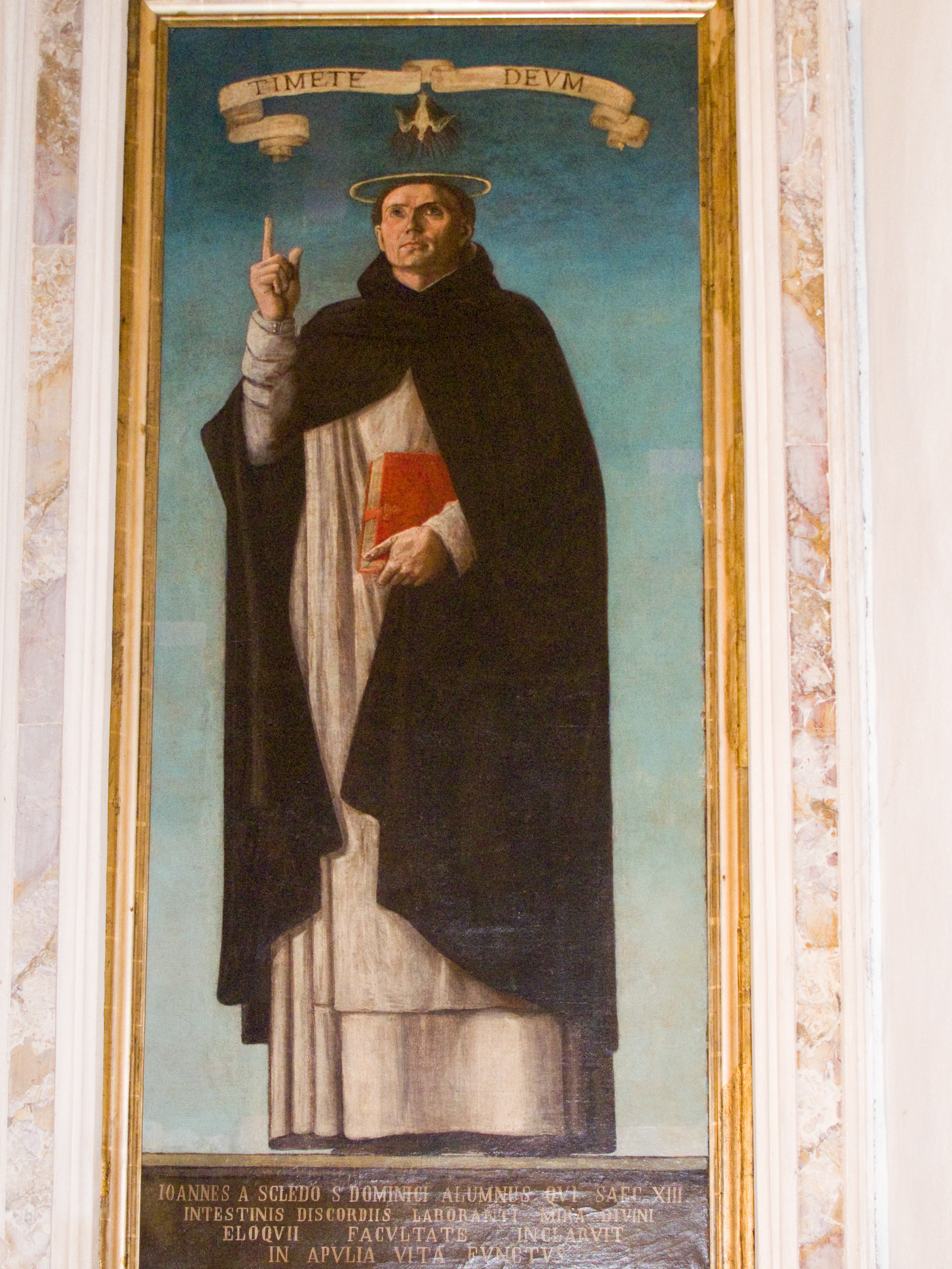
Giovanni Da Schio, tela attribuibile a Giovanni Bellini. Vicenza, chiesa di Santa Corona.

All'inizio del Duecento gli ordini mendicanti di recente costituiti, francescani, domenicani e agostiniani, si diffusero rapidamente nelle città con lo scopo di combattere, attraverso un'accesa predicazione, gli stili di vita che caratterizzavano l'ambiente urbano; uno di questi stili era l'usura, stigmatizzata come peccato dalla Chiesa romana, ma molto più tollerata a livello locale.
Che l'usura fosse una delle principali piaghe della città di Vicenza è ricordato anche nell'episodio citato da Gerardo Maurisio di Giovanni da Schio, uno dei promotori del cosiddetto movimento penitenziale dell'Alleluia - un domenicano dotato di un fortissimo carisma personale che infiammava le folle in campagna e in città, predicando la pace di Cristo e invitando i potenti ad abbandonare odi e rancori per vivere in concordia. Forte dei poteri di dux et comes civitatis ottenuti nel 1233 dal Comune, emanò decreti per far rientrare in città gli esiliati, liberare i prigionieri politici e i debitori, limitare l'usura, riuscendo persino a far inserire queste norme negli statuti comunali. Il suo successo si dimostrò effimero, perché nel giro di pochi giorni tra le famiglie riemersero le diffidenze e le ostilità, gli usurai tramarono, la chiesa prese le distanze; egli venne rinchiuso nel palazzo vescovile di Vicenza, esautorato di tutti i poteri, poi liberato e costretto ad abbandonare per sempre la città, dove tutto ritornò come prima.
Nella lotta tra potenti spesso si facevano e si disfacevano alleanze con la classe degli usurai, la più potente in città non per nobiltà ma per denaro. Nel 1240 viene ricordata l'alleanza tra il fratello di Ezzelino III da Romano, Alberico - dominus dei feudi e dei castelli situati in territorio vicentino e che riteneva di poter stabilire sulla città la propria signoria - e i magnati della città (come i da Vivaro, i Pilio e il conte Uguccione), i giudici e gli usurai; Ezzelino però represse duramente la congiura e allontanò Alberico da Vicenza, restandone il solo e indiscusso signore e creando un sistema economico pubblico e personale che, almeno nei primi tempi, spiazzò gli usurai.
Morto Ezzelino, il Comune risorse, ma la città fu retta in sostanza dal vescovo Bartolomeo da Breganze, un domenicano che si scagliò con la stessa veemenza contro l'usura e contro l'eresia e impose agli usurai di versare il maltolto al convento di Santa Corona, al fine di finanziare la costruzione della nuova chiesa.

### Il sistema di rapina sotto la "custodia" padovana
Pochi anni dopo però, nel 1266, Vicenza ricadde sotto la dominazione di Padova e la città venne sfruttata, dai podestà in primo luogo, che si arricchirono in ragione della loro carica, e poi dalle famiglie aristocratiche di Padova che trovarono il modo di mettere le mani su feudi, castelli e poderi vicentini, e ancora dagli usurai che prestavano denaro a poveri e ricchi a tassi altissimi, senza che la loro attività venisse in qualche modo repressa.
Sotto la "custodia" di Padova si instaurò un vero e proprio sistema di prelevamento di risorse economiche, quasi un'usura di Stato. I padovani ne tennero il monopolio, scoraggiando gli usurai toscani e cremonesi, a quel tempo numerosi in città, e centralizzando l'attività dei notai incaricati della stesura dei contratti. Quando il governo cittadino era a corto di mezzi, per far fronte alle spese di esercizio e straordinarie chiedeva al Maggior Consiglio di votare il ricorso ai mutui. Il denaro veniva fornito da prestatori, in genere appartenenti alle maggiori famiglie padovane, a condizioni di strozzinaggio: anche il 20% di interesse con la restituzione ad un mese e il diritto di rifarsi, in caso di mancata restituzione, sui beni del Comune e dei suoi fideiussori vicentini senza alcuna formalità. In genere i mutui venivano estinti e gli interessi pagati solo mediante l'accensione di nuovi mutui e il pagamento di ulteriori interessi, creando così un circolo vizioso che aumentava a dismisura i guadagni dei prestatori padovani.

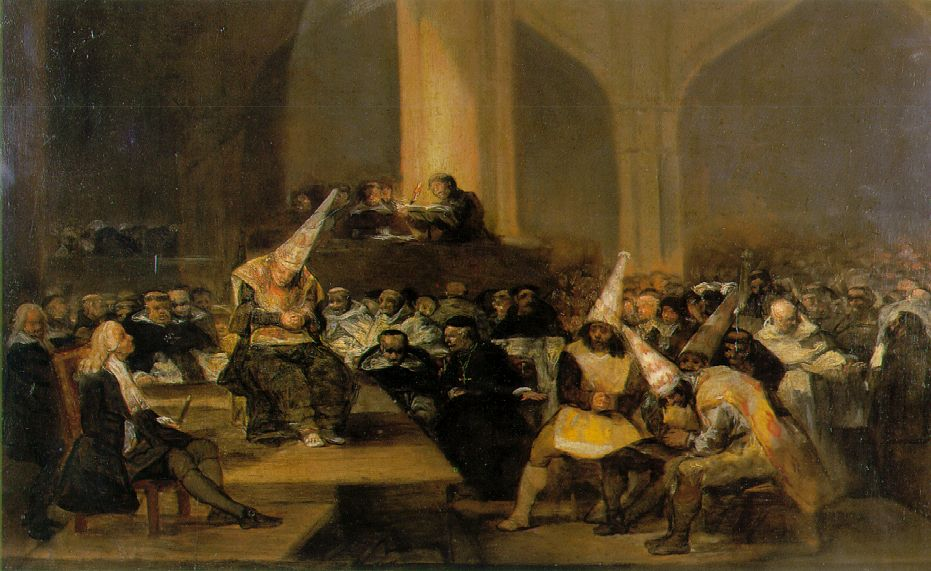
Goya, Scena da una Inquisizione

Durante questo periodo fu molto attivo il tribunale dell'inquisizione vicentina, affidato all'ordine francescano, che emise diverse condanne per eresia; poiché però la pena comminata fu non tanto il rogo quanto l'esilio e la confisca dei beni, nasce il sospetto che la condanna riguardasse piuttosto l'usura, peccato equiparato a quello di eresia.
Passata sotto la signoria degli Scaligeri, il sistema non cambiò, anzi guadagnarono prestigio e posizione sociale molti nuovi arricchiti, spesso provenienti dalle file degli usurai. Il bel portale della chiesa di San Lorenzo, realizzato negli anni quaranta del XIV secolo dallo scultore e architetto veneziano Andriolo de Santi, fu finanziato con il lascito testamentario di un consigliere di Cangrande della Scala, Pietro da Marano detto il Nano, che sperava con questo atto munifico di liberarsi dal fardello di una vita vissuta praticando l'usura. Egli viene raffigurato nella splendida lunetta del portale, inginocchiato in atteggiamento di penitente davanti a Maria e al Bambino, con a fianco i santi Francesco e Lorenzo.

### L'usura e le condizioni sociali durante il Medioevo
Ferreto dei Ferreti, cronista vissuto nella prima metà del XIV secolo che racconta le vicende storiche dalla morte dell'imperatore Federico II (1250) fino al 1318, si scaglia contro i vicentini che, tra tante altre cattive qualità, praticano l'usura. Secondo lo storico vicentino Mantese l'accusa è in parte ingiustificata, perché l'usura era esercitata in massima parte da banchieri fiorentini, padovani e lombardi; la rapacità di molti vicentini è comunque testimoniata sia dai processi intentati dal tribunale dell'inquisizione - anche se l'accusa non è chiaramente formulata, in quanto viene genericamente definita come eresia - che dai testamenti, in cui spesso compare la significativa clausola con la quale il testatore intende restituire i frutti dell'ingiusto arricchimento. Non mancavano persino i casi di ecclesiastici che, approfittando della loro posizione, si macchiavano di tale colpa e alcuni vescovi, come Altigrado e Sperandio, vengono ricordati per il loro tentativo di sradicare questo male dal clero.
L'usura si manifestava in diverse forme, non soltanto come prestito di denaro a un interesse esorbitante. Una di queste era l'accaparramento da parte di chi, in previsione di una carestia, comperava grandi quantità di cereali o di vino che poi rivendeva nel momento del bisogno a prezzi altissimi. Un'altra consisteva nel prestito di sementi, stimate ad un valore determinato dal creditore al momento della consegna, valore che doveva essere restituito al momento del raccolto quando il cereale valeva molto meno. 
Se poi il piccolo proprietario contadino non riusciva a restituire il prestito, era costretto a cedere la proprietà al creditore, che a sua volta gliela concedeva in affitto, assicurandosi così sia la proprietà che la rendita. In un'epoca in cui i raccolti dipendevano dalle condizioni meteorologiche, i periodi di carestia o di scarsa produzione furono frequenti e anche quando questo non capitava, ci pensavano gli accaparratori a scompensare il mercato. Il risultato fu che, all'inizio dell'età moderna, le famiglie aristocratiche della città erano divenute proprietarie della maggior parte del territorio vicentino e vivevano delle rendite fondiarie con le quali costruivano palazzi e ville.
Tutta la situazione giocava a sfavore delle classi sociali economicamente più deboli. Il Consiglio cittadino, formato esclusivamente dall'aristocrazia, dettava le regole e la loro applicazione era nelle mani di magistrati - sempre persone delle famiglie nobili cittadine - nominato dal Consiglio di Vicenza anche per il contado. A chi non pagava i debiti veniva comminata una multa che entrava nelle casse del Comune o addirittura veniva esiliato; la situazione - che perdurò anche durante l'età moderna - era talmente grave che più volte il Comune dovette preoccuparsi per lo spopolamento delle campagne e la mancanza di forza lavoro.

## L'usura a Vicenza durante l'età moderna

### La nobiltà e lo sfruttamento delle campagne
Con la sottomissione alla Repubblica di Venezia del 1404, iniziò per Vicenza un periodo di relativa stabilità economica e sociale, destinato a durare quattro secoli. All'interno della città si ridussero notevolmente le lotte aperte tra le famiglie che invece, in base al patto di dedizione, riuscirono a mantenere il loro potere sulle campagne per tutto il periodo, durante il quale l'equilibrio demografico - così come quello economico e sociale - furono estremamente fragili, con alternanza di momenti di lenta crescita ad altri di crisi determinata da carestie ed epidemie ad altri ancora di relativa stabilità.
L'economia vicentina era totalmente basata su una produzione agricola poco diversificata e con scarsa capacità di accumulo, che dipendeva quindi dalle condizioni climatiche e meteorologiche. Si ricordano numerose annate di gelo o di troppo calore, di piogge incessanti e di arsura e, quando si succedevano più annate negative, la produzione era così scarsa che il prezzo dei cereali si alzava a livelli impraticabili per le classi più povere. I contadini non avevano i mezzi per riseminare i campi ad inizio stagione ed erano costretti a indebitarsi con i signori cittadini cui dovevano comunque il pagamento del canone di affitto e con gli usurai, spesso le medesime persone. La fame e l'insicurezza sociale erano anche la fonte di continue ruberie e di una criminalità diffusa.

### Gli ebrei e il prestito di denaro
Si hanno notizie di ebrei nel territorio vicentino a Lonigo nel 1369 e a Vicenza agli inizi del XV secolo; tra essi il banchiere Beniamino di Manuele Finzi, che almeno dal 1413 risiedeva in città in una casa di sua proprietà nella sindicaria di San Eleuterio (Santa Barbara) e che nel 1417 poteva già vantare buoni rapporti col Comune. È sicuro anche che vicino a Porta Lupia gli ebrei avessero una domus e un cimitero.
Le due attività comunemente concesse agli ebrei vicentini erano il prestito di denaro e la rivendita di oggetti usati (la pezzaria secondo la dicitura locale). 
Durante la prima metà del XV secolo al centro dell'economia ebraica fu soprattutto la fenerazione o attività di prestito, concentrata specialmente nelle mani delle tre maggiori famiglie vicentine: i Finzi, i da Modena e la famiglia di Aberlino. Caratteristica comune ai banchieri ebrei e cristiani del tempo era il carattere familiare dell'impresa, che veniva rafforzata da frequenti alleanze matrimoniali, utili sia per creare reti commerciali ed economiche che relazioni fra le diverse comunità ebraiche.
Il maggior banchiere vicentino era Beniamino Finzi e la sua attività di prestito, regolato dalla condotta, era rivolta al Comune, all'artigianato manifatturiero e soprattutto alla nobiltà. Egli però non si limitava al solo prestito ma, come gli altri banchieri, aveva creato un'ampia rete di investimenti in diversi banchi, sia in città che nel territorio vicentino: possedeva quote del banco dei da Modena e investimenti nel banco di Arzignano.
La prima condotta - cioè il contratto rinnovabile periodicamente, rogata fra il Comune e i banchieri ebrei, che dava a questi ultimi la possibilità di esercitare legalmente l'attività di prestito - fu concessa dal Comune di Vicenza nel 1425 e rinnovata dieci anni dopo; essa prevedeva e regolamentava l'apertura di quattro banchi dei pegni ebraici in città.
Il contratto con il Comune penalizzava i banchieri ebrei rispetto a quelli locali. Mentre gli statuti comunali del 1264 vietavano di mutuare con pegni (cioè di chiedere un interesse) di più di otto denari per libbra, la condotta con gli ebrei non permetteva un interesse di più di tre denari per libbra; in percentuale i tassi d'interesse praticati in città erano del 15% per i primi sei mesi dal momento del pegno e in seguito, fino ai 15 mesi, del 20%, una percentuale relativamente contenuta rispetto a quelle praticate in altri centri del vicentino (a Marostica poteva arrivare anche al 40%). Mentre nelle altre città, alla scadenza, i pegni non riscattati dovevano essere venduti mediante asta pubblica, nel caso di Vicenza una clausola della condotta prevedeva che essi restassero di proprietà dei prestatori ebrei. Questi venivano così in possesso di una grande quantità di merce, disponibile per la rivendita attraverso la pezzaria, e ciò rappresentava un ulteriore notevole guadagno. Nello stesso tempo la presenza di ebrei feneratori garantiva alla popolazione la possibilità di ottenere crediti e al Comune vantaggi diretti, visto che poteva richiedere o addirittura imporre prestiti a proprio vantaggio.

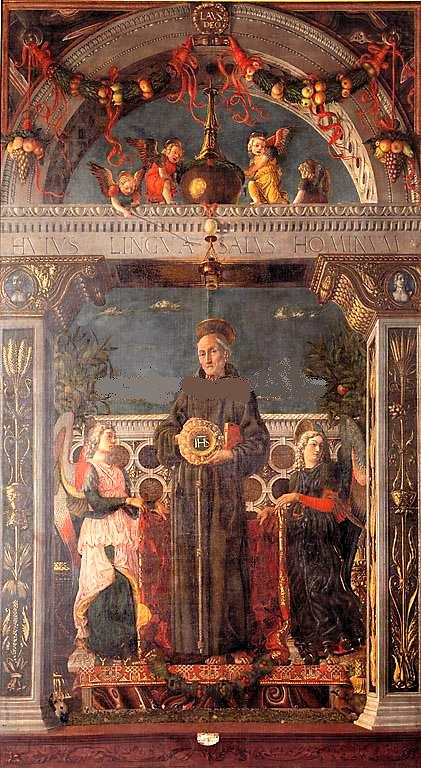
Andrea Mantegna, San Bernardino da Siena tra due angeli

Una parte consistente del credito ebraico era rivolto alla nobiltà vicentina, che investiva nella produzione di panni di lana e di seta e si dotava di palazzi sempre più sontuosi in città. Quando poi la nobiltà affidava il proprio denaro al banco ebraico, il vantaggio era reciproco: la prima traeva guadagni dagli interessi ricevuti dal deposito e i banchieri ebrei avevano a disposizione una maggiore liquidità da investire.
Il rapporto con il Comune tuttavia entrò in crisi intorno agli anni quaranta, probabilmente in seguito all'accesa predicazione contro l'usura, nel 1443 da parte di fra' Bernardino da Siena e nel 1451 di fra' Giovanni da Capestrano, che predicò nel capoluogo e a Lonigo. Iniziò così la sequenza dei decreti - emanati negli anni 1453, 1458, 1470 e 1479 - che vietavano agli ebrei di esercitare l'attività di prestito. Imporre questo divieto rendeva loro di fatto impossibile la permanenza sul territorio, sia perché implicitamente veniva loro negato il diritto di residenza previsto dalla condotta, sia perché veniva loro impedito l'esercizio di una delle poche professioni allora consentite.
Alessandro Nievo, giureconsulto vicentino, nel 1469 scrisse quattro Consilia contra iudeos foenerantes in cui, ricordando le prediche di Bernardino a Vicenza, esprimeva la convinzione − condivisa con il minore osservante Michele da Carcano − che il papa non potesse dispensare dal divieto di usura o tollerare che le città consentissero agli ebrei di esercitare attività di prestito usurario, fatto che offendeva lo jus naturale, divinum et canonicum; la fortuna di questi Consilia, pubblicati in più edizioni, ne fecero il principale strumentario dal quale i frati minori italiani trassero i loro argomenti antigiudaici di ordine teorico.
È probabile che, anche per effetto di queste predicazioni, il clima in città fosse diventato molto teso, tanto che il Comune non rinnovò la condotta in scadenza nel 1445 e alcuni ebrei presero la decisione di trasferirsi altrove. Non è da escludere che questo clima derivasse anche dalla forte concorrenza che gli ebrei ormai esercitavano nei confronti della nobiltà cittadina, da sempre implicata nell'attività di usura. Probabilmente l'attività di fenerazione non sparì del tutto da Vicenza e, soltanto, si ridusse e divenne meno visibile mediante l'utilizzo di prestanome: forse gli stessi ebrei pezzaroli esercitarono, più o meno di nascosto, l'attività creditizia.

### L'espulsione degli ebrei e la fondazione del Monte di Pietà

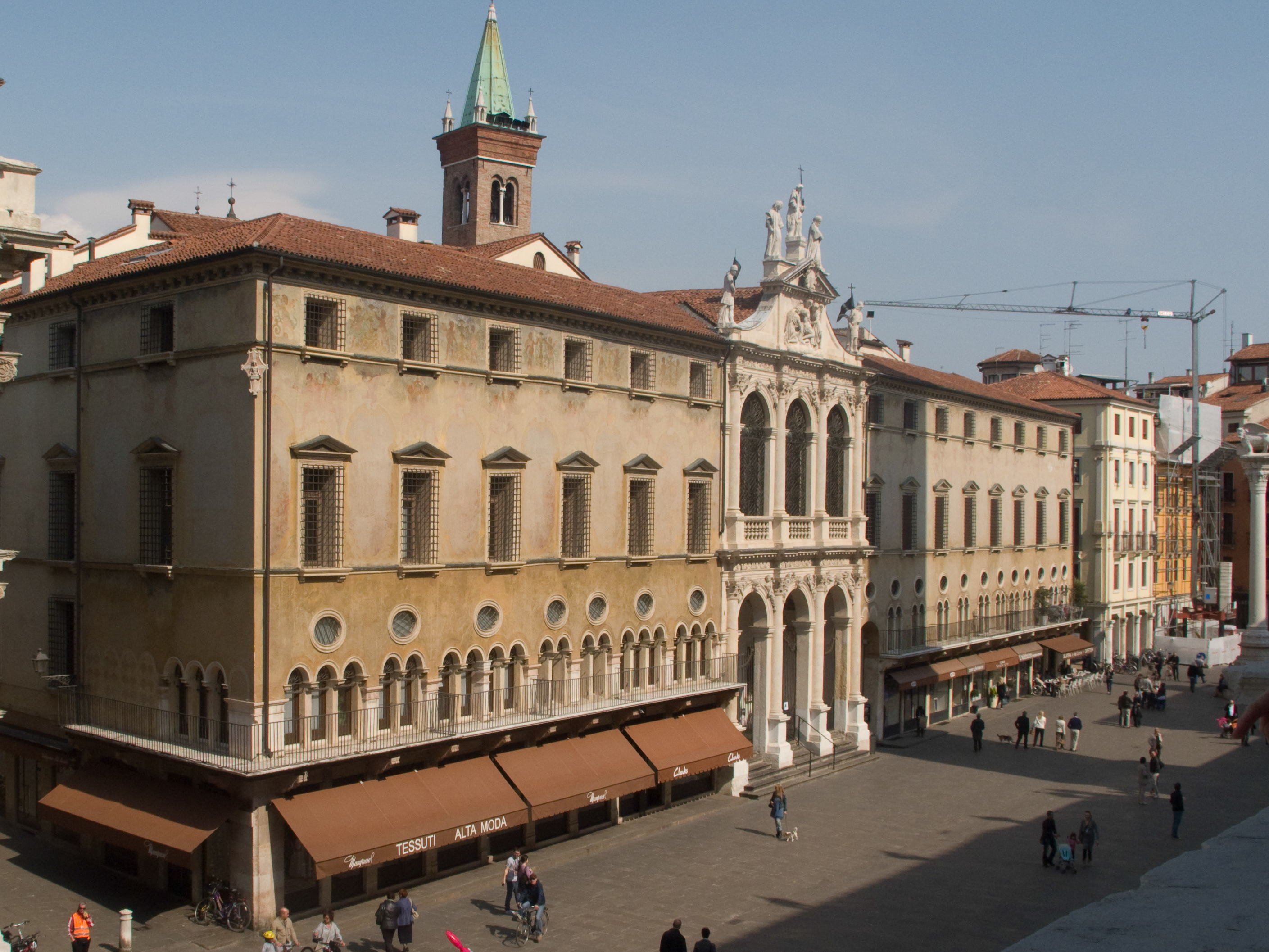
Il Palazzo del Monte di Pietà - Facciata prospiciente Piazza dei Signori

Il clima, già teso, si surriscaldò ulteriormente nel 1475 quando a Trento venne ucciso un bambino di nome Simonino e, ancor più, nel 1485 quando un evento analogo - in questo caso il bambino si chiamava Lorenzino Sossio da Valrovina - accadde a Marostica; di entrambi i fatti vennero incolpati gli ebrei, accusati di aver perpetrato un omicidio rituale.
Così, quando una ducale del doge Marco Barbarigo - che in realtà ratificava la delibera presa dal Comune di Vicenza, patrocinata dal podestà Antonio Bernardo - espulse da Vicenza gli ebrei, con l'accusa di praticare l'usura, vi fu in città un'esplosione di gioia. Nel palazzo del podestà fu posta un'iscrizione che, tra l'altro, ricorda il merito del podestà di aver espulso gli ebrei. Sulle indubbie pressioni esercitate dalla controparte cristiana, che si vedeva penalizzata dalla concorrenza ebraica, si inserirono quindi i pregiudizi, le motivazioni religiose e l'iniziativa del francescano Marco da Montegallo, che aveva già fondato con successo dei Monti di Pietà nelle Marche. Dopo questa decisione - agli ebrei fu concesso meno di un mese di tempo per lasciare la città - entrambe le attività, sia di fenerazione che di pezzaria, cessarono definitivamente a Vicenza. Qualche famiglia ebrea restò, anche se non per molto tempo, nelle città vicine: Bassano, Cittadella, Lonigo, Rosà.
Il Comune - governato dalla nobiltà e dalle fraglie - riprese il controllo di un importante settore dell'economia cittadina e, su iniziativa di Marco da Montegallo, il 12 giugno 1486, circa un mese dopo l'espulsione degli ebrei, istituì un Monte di Pietà, il primo nel territorio della Repubblica di Venezia. A Vicenza varie lapidi ricordano l'evento e ne attribuiscono il merito a fra Marco; contemporaneamente al Monte venne istituito un banco dei pegni nella chiesa di San Vincenzo, che da allora divenne proprietà del Comune.

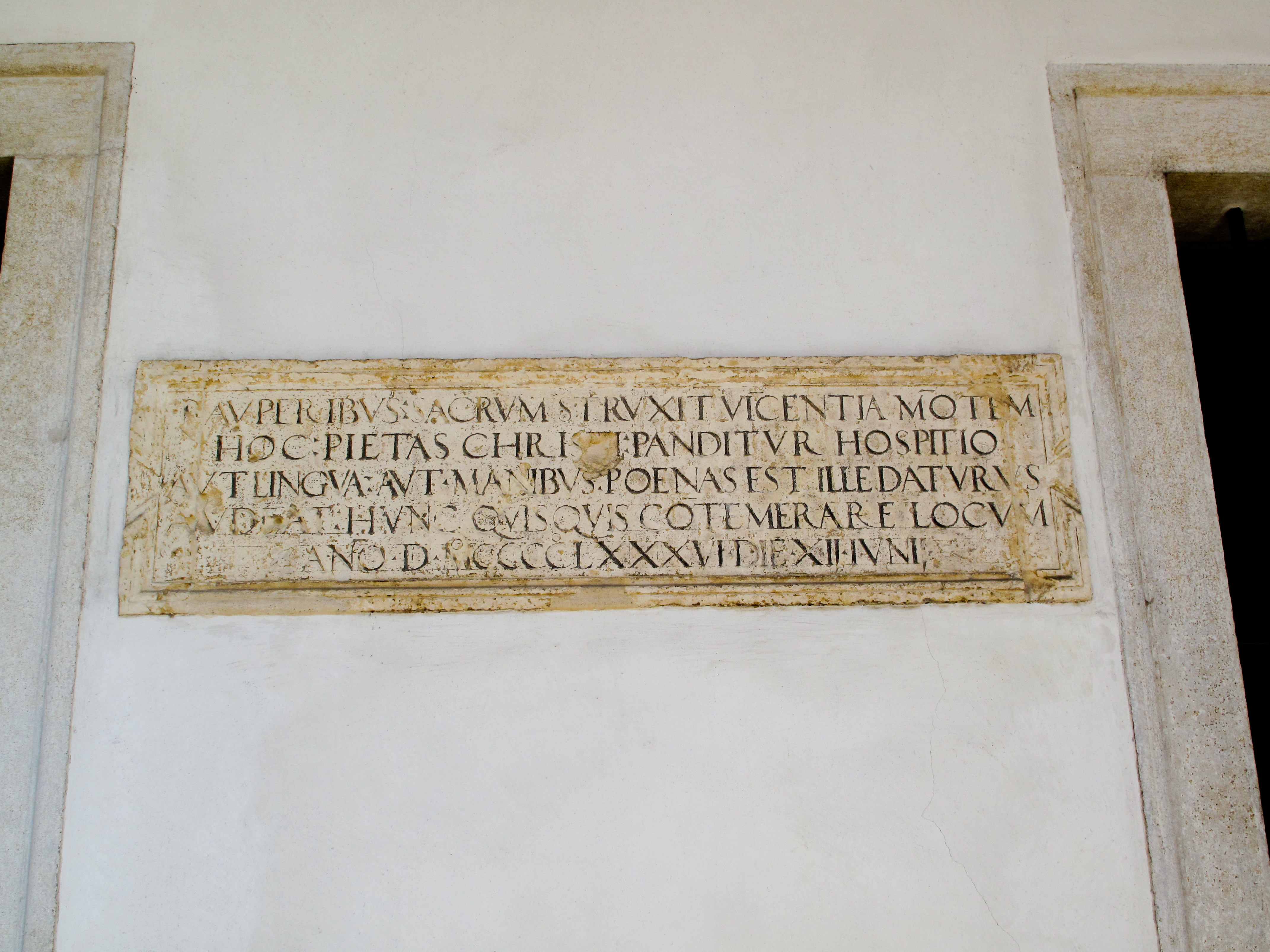
Lapide di istituzione del Monte di Pietà, nell'atrio della chiesa di San Vincenzo.

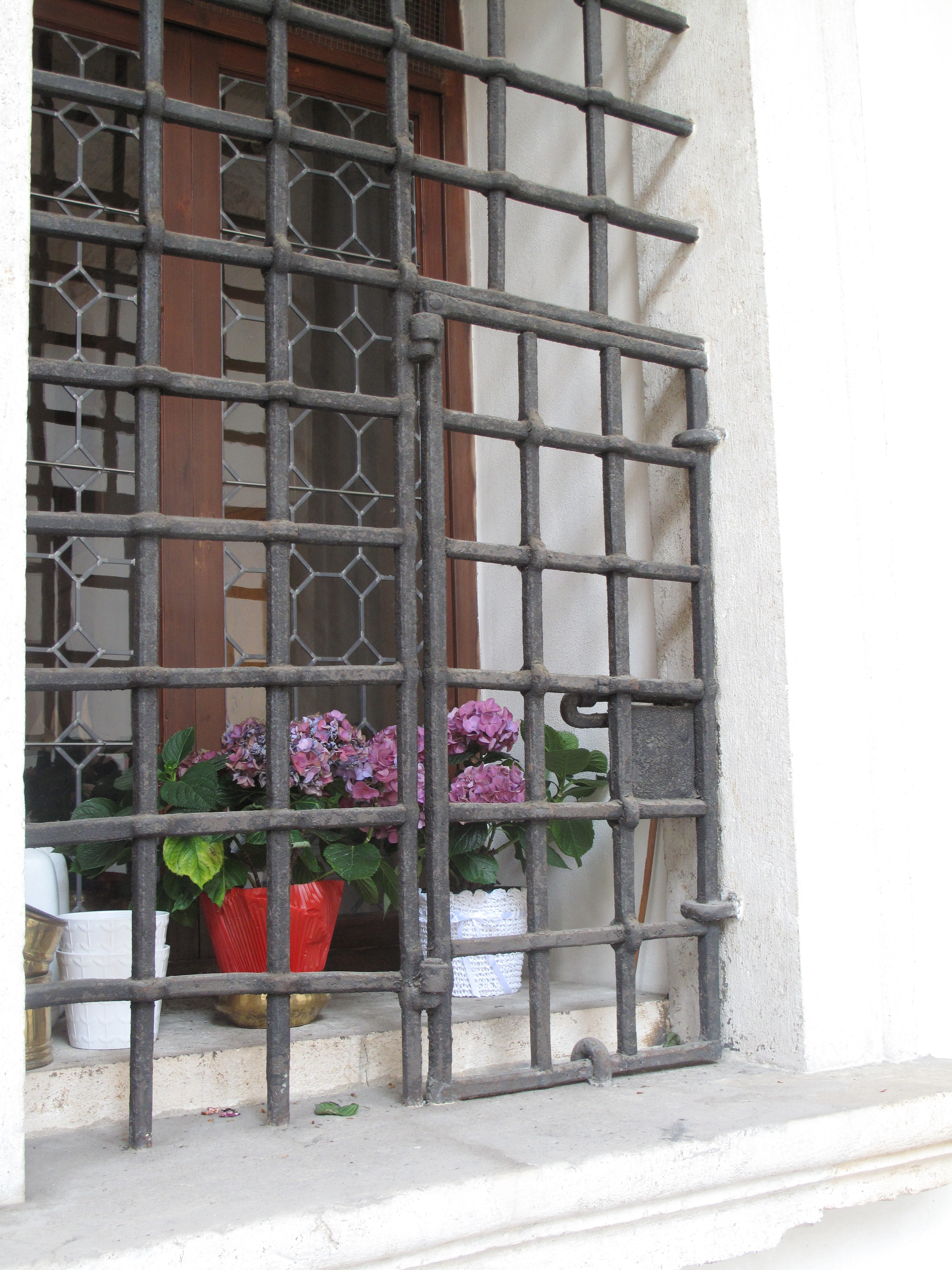
Grata per il passaggio dei pegni, nell'atrio della chiesa di San Vincenzo

Lo scopo della nuova istituzione era quello di venire in aiuto ai poveri quando avevano bisogno di denaro, che veniva prestato soltanto a chi provava di adoperarlo per il sostentamento proprio e della famiglia e non poteva superare il valore di tre fiorini, che dovevano essere restituiti in capo a sei mesi. Il richiedente doveva depositare in pegno un oggetto di valore corrispondente o superiore che gli veniva valutato e conservato nel Monte; il pegno, in caso di mancata restituzione del denaro al termine stabilito, veniva venduto all'asta e l'eccedenza, rispetto al debito contratto, restituita all'interessato o ai suoi eredi oppure, mancando l'uno e gli altri, distribuita ai poveri. Le persone addette al Monte di Pietà dovevano obbligarsi con giuramento a promuovere la conservazione e le migliorie dell'istituto; ogni attentato contro il buon andamento del medesimo sarebbe stato punito con una multa di 100 fiorini.
Seguendo il modello proposto dal frate, il Monte inizialmente prestò il denaro senza richiedere interesse -  anche se spesso i mutuatari versavano spontaneamente qualcosa in più rispetto a quanto ricevuto - ma nel 1492, entrato in crisi, venne rifondato da Bernardino da Feltre, questa volta con l'applicazione di un tasso del 5%, comunque di molto inferiore a quello praticato in precedenza dagli ebrei. Per iniziativa del frate, vennero rinnovati anche i primitivi statuti; oltre a sostenere la necessità del prestito remunerato, egli invitò anche i più abbienti a depositare il loro denaro, pure remunerato nelle casse del Monte. Per questo sua visione moderna - che preludeva all'istituzione delle Casse di risparmio e delle banche - fu accusato di usura e dovette discolparsi davanti al vescovo e al podestà.
Con questa nuova impostazione le condizioni del Monte divennero decisamente prospere: in favore del Sacro Monte, come venne chiamato per secoli, venivano disposte anche molte donazioni e lasciti testamentari, tanto che il prestito pro capite fu elevato da 3 a 5 ducati; esse durarono fino alla guerra della Lega di Cambrai, durante la quale venne spogliato di tutto per pagare l'esercito dell'imperatore Massimiliano. La ripresa fu piuttosto lenta, ma verso la metà del XVI secolo il Monte doveva contenere una tale quantità di pegni che fu necessaria la costruzione dell'ala orientale del palazzo.

### L'attività bancaria in età moderna
L'attività del Monte di Pietà, basata sul piccolo prestito garantito dalla consegna di un pegno, se risolveva i problemi spiccioli del popolo minuto, non era certamente sufficiente a fornire il denaro necessario per la crescente attività imprenditoriale manifatturiera alla quale cominciava a dedicarsi l'aristocrazia cittadina. All'interno del Peronio, fin dal XV secolo e quindi in contemporanea con l'attività degli ebrei, funzionarono diverse staciones cambii, cioè botteghe di cambiavalute e banchieri.